# Lager

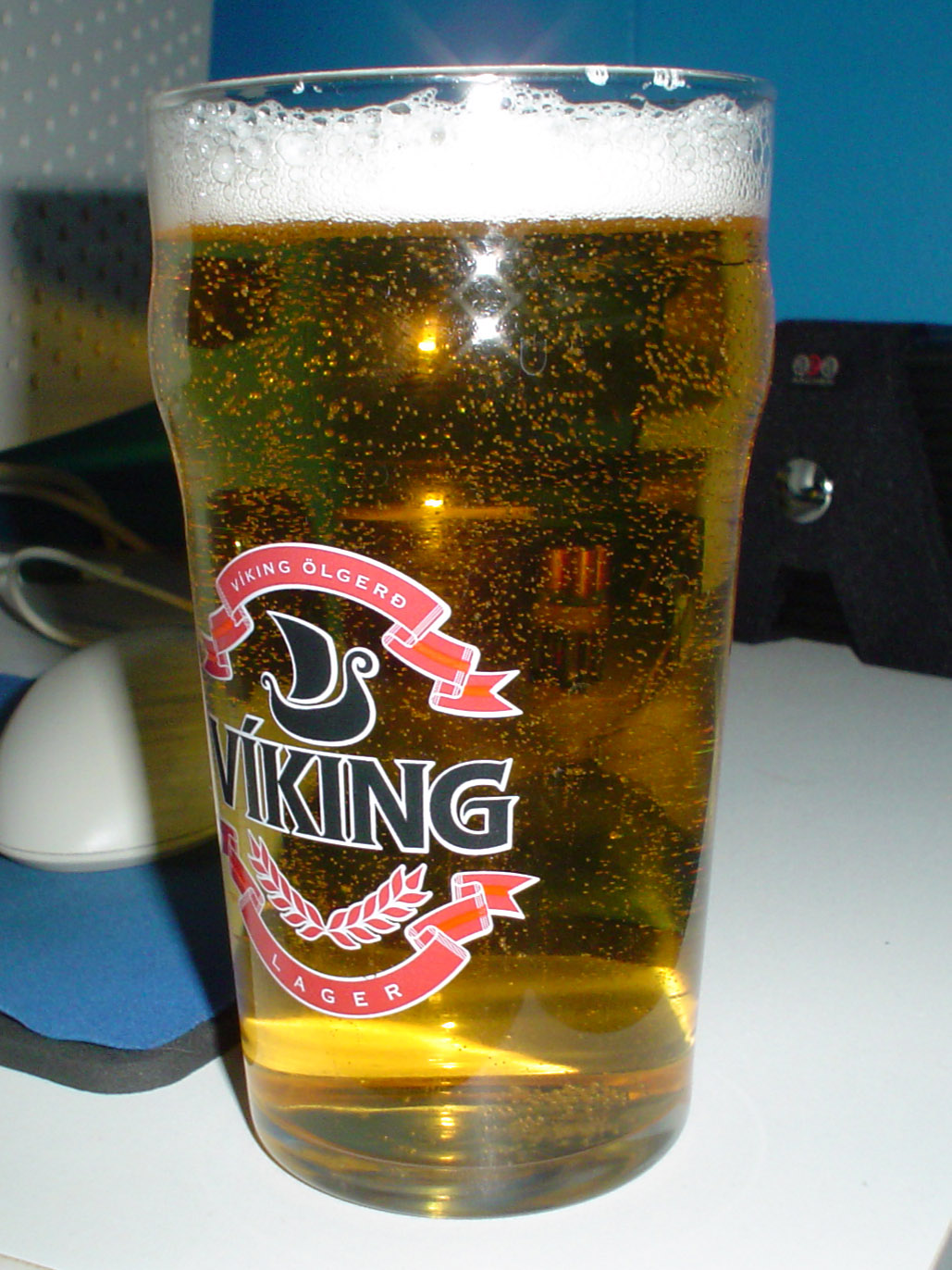

Lager es un tipo de cerveza con sabor acentuado que se sirve fría, caracterizada por fermentar en condiciones más lentas empleando levaduras especiales, conocidas como levaduras de fermentación baja, y que en las últimas partes del proceso son almacenadas en bodegas (o lagered —de allí su nombre—) durante un período en condiciones de baja temperatura con el objeto de limpiar las partículas residuales y estabilizar los sabores. Los ejemplos más populares de cerveza de tipo lager son los pale lagers o pilsners, conocidas también como lagers.
También se la conoce como cerveza rubia debido a la tonalidad de los tipos más comunes de lager, aunque haya tonalidades de lager que van desde un color tostado a uno negro.

## Historia
En el siglo XIX los cerveceros bávaros empleaban los sótanos, las cuevas y las bodegas para «almacenar» (lagern) su cerveza, lo hacían así para que en estos lugares frescos y de temperatura muy estable se fuera madurando la cerveza poco a poco. A la cerveza así obtenida, la denominaron Lagerbier, del alemán lagern («almacenar»). Esta voz puede a su vez derivar de la palabra latina "lacus" (lago), tal y como lo hace la palabra española lagar, referente al utensilio empleado para almacenar y pisar la uva y producir el mosto del vino o el aceite de oliva. Los cerveceros bávaros utilizaron una levadura originaria de la Patagonia, Saccharomyces eubayanus, que es capaz de madurar la cerveza en ambientes fríos. La diferencia más evidente con respecto a la cerveza inglesa (ale) es la temperatura de fermentación y la posición donde fermenta la cerveza que emplean levaduras de fermentación baja. 
En el periodo 1820-1830, un cervecero denominado Gabriel Sedlmayr II el joven, cuya familia regentaba desde hace tiempo la cervecería Spaten Brauerei en Baviera, hizo una gira por Europa para mejorar sus conocimientos sobre la elaboración de la cerveza. Al volver a su tierra empezó a utilizar las enseñanzas aprendidas y elaboró una cerveza lager más estable y consistente. A pesar de ello, la cerveza lager de Baviera es diferente debido a la dureza de las aguas empleadas en el proceso de elaboración.
La nueva receta empleada por los cerveceros de Baviera se fue expandiendo por toda Europa, en particular el amigo de Sedlmayr Anton Dreher adoptó las nuevas técnicas de lager para mejorar las cervezas Vienesas entre el periodo comprendido entre 1840-1841. El agua de Viena permitía el uso de maltas más ligeras dando lugar a una coloración final de la cerveza ámbar-rojo.
En su diseminación, la nueva receta llegó a Bohemia, donde la receta fue mejorada. En el año 1842, en la ciudad de Pilsen, un cervecero de 29 años llamado Josef Groll intentó hacer una versión de la receta de lager empleando una malta diferente además de un agua local. El resultado fue una cerveza más suave de sabor que la variedad de Múnich o incluso que la de Viena: la cerveza resultante era mucho más dorada y de brillantes tonos. A este nuevo tipo de cerveza se le denominó como Pilsener o Pilsner y tuvo un gran éxito, divulgándose rápidamente a lo largo de todos los países de Europa.

## Tipos
En los Estados Unidos, la "Brewers Association," misma que agrupa más de 1,500 productores de cerveza, contando a su vez con más de 34 000 miembros, han realizado una clasificación de los diferentes estilos de cerveza que existen en el mundo, clasificando un total de 67 estilos de cerveza lager, misma que se puede consultar en su página oficial.
Sin embargo, se pueden agrupar en las siguientes familias principales:
- Pale lager
  - Helles
  - Pilsner
  - Dortmunder Export
  - Märzen
  - Bock
- Dark lager
  - Dunkel
  - Doppelbock
  - Schwarzbier

### Pale lager

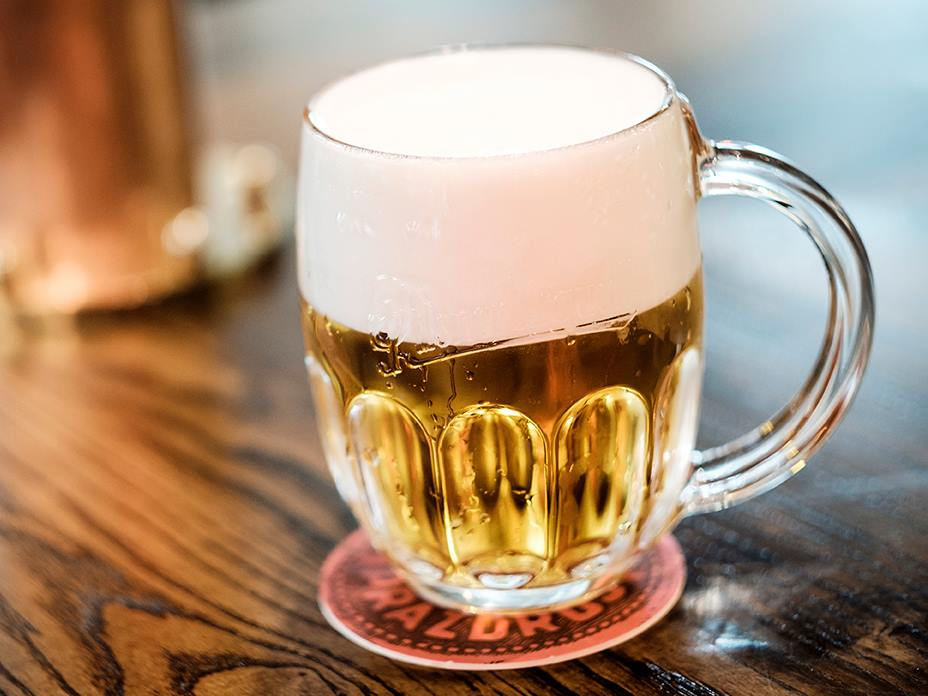
Una lager tipo pilsner elaborada por Pilsner Urquell.

Las cervezas lager más comunes en la producción mundial son las pale lager. El sabor de estas cervezas más ligeras suele ser suave, y los productores a menudo recomiendan que las cervezas se sirvan refrigeradas.
La pale lager es una cerveza de muy pálida a dorada con un cuerpo bien atenuado y un amargo lúpulo noble. El proceso de elaboración de esta cerveza se desarrolló a mediados del siglo XIX cuando Gabriel Sedlmayr llevó las técnicas de elaboración de cerveza pale ale a la cervecería Spaten en Alemania y la aplicó a los métodos existentes de elaboración de cerveza.
Este enfoque fue recogido por otros cerveceros, especialmente Josef Groll, que produjo en Bohemia (ahora parte de la República Checa) la primera cerveza pilsner de la historia, la Pilsner Urquell. Las cervezas resultantes de color pálido, magras y estables tuvieron mucho éxito y se extendieron gradualmente por todo el mundo para convertirse en la forma más común de cerveza que se consume en el mundo en la actualidad.

#### Viena lager
La lager de Viena, de color ámbar claro, fue desarrollada por el cervecero Anton Dreher en Viena en 1841. Los cerveceros de habla alemana que emigraron a México a fines del siglo XIX, durante el Segundo Imperio Mexicano, se llevaron el estilo con ellos. La lager tradicional de Viena es una cerveza de color marrón rojizo o cobre con cuerpo medio y leve dulzura a malta, mientras que la lager mexicana de Viena, desarrollada por Santiago Graf, tiene un color algo más oscuro y un sabor tostado. El aroma y el sabor a malta pueden tener un carácter tostado. A pesar de su nombre, las cervezas de Viena son generalmente poco comunes en la Europa continental hoy en día, pero se pueden encontrar con frecuencia en América del Norte, donde a menudo se la llama cerveza ámbar estilo pre-prohibición (a menudo acortada a "cerveza pre-prohibición"), ya que el estilo era popular en América anterior a 1919. Ejemplos notables incluyen Brooklyn Lager, Samuel Adams Boston Lager, Great Lakes Eliot Ness, Devils Backbone Vienna Lager, Abita Amber, Yuengling Traditional Lager, Dos Equis Ámbar, August Schell Brewing Company Firebrick y Negra Modelo. En Noruega, el estilo ha conservado parte de su popularidad anterior, y todavía se elabora en la mayoría de las principales cervecerías.
En Venezuela se comercializa como Solera Reserva (Cervecería Polar) y Morena Lager (Cervecería Regional)

#### Dark lager

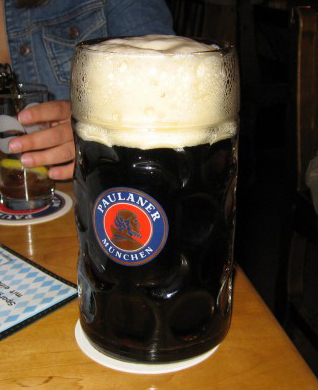
Una dunkel de Paulaner.

Las cervezas probablemente habrían sido principalmente oscuras hasta la década de 1840; las pale lager no eran comunes hasta la última parte del siglo XIX, cuando los avances tecnológicos las hacían más fáciles de producir. Las dark lager, o cervezas oscuras, generalmente varían en color de ámbar a marrón rojizo oscuro, y pueden denominarse Viena, amber lager, dunkel, tmavé o schwarzbier según la región, el color o el método de preparación.
Tmavé es «oscuro» en checo, por lo que es el término para una cerveza oscura en la República Checa: las cervezas que son tan oscuras como negras se denominan černé pivo, «cerveza negra». Dunkel es, a su vez, «oscuro» en alemán, por lo que es el término para una dark lager en Alemania. Con concentraciones de alcohol de 4.5% a 6% en volumen, los dunkel son más débiles que las doppelbocks, otra dark lager tradicional bávara. Dunkel era el estilo original de los pueblos y el campo bávaros. Schwarzbier, una cerveza mucho más oscura, casi negra, con sabor a chocolate o regaliz, similar a la dark lager, se elabora principalmente en Sajonia y Turingia.